# Aidaväv

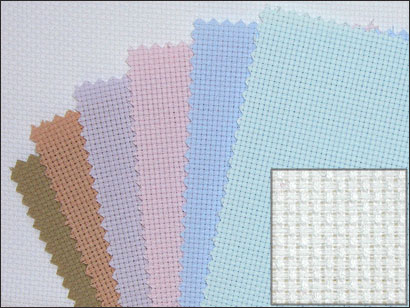
Aidaväv med förstoring av mönstret i nedre högra hörnet.

Aidaväv, ett mycket glest tyg vävt i tvåskaft av bomull. Aidaväv används ofta till broderi. Tyget har en karakteristisk genombruten bindning som gör det speciellt lämpat för prydnadssöm.